# Royal Thanlyin FC
Der Royal Thanlyin Football Club (birmanisch ေတာ္၀င္သန္လ်င္ ဘောလုံးအသင်းေ) ist ein myanmarischer Fußballverein aus Thanlyin. Der Verein ist in Thanlyin beheimatet und spielt in der zweithöchsten Liga des Landes, der Myanmar National League 2.

## Geschichte
Der Verein wurde 2015 als City Stars FC gegründet. Die erste Saison in der zweiten Liga, der MNL-2, schloss man 2016 mit einem 7. Platz ab. 2018 wurde der Club Meister. Aus finanziellen Gründen entschloss man sich, auch weiterhin in der zweiten Liga zu spielen. 2018 wurde der Club in Royal Thanlyin FC umbenannt.

## Erfolge
- Myanmarischer Zweitligameister: 2018

## Stadion
Der Verein trägt seine Heimspiele im Thiha Deepa Stadium in Thanlyin aus. Die Sportstätte hat ein Fassungsvermögen von 2000 Zuschauern.

## Saisonplatzierung
| Saison | Liga  | Liga   | Liga | Liga | Liga | Liga  | Liga   | Liga     | Liga |
| Saison | Liga  | Spiele | S    | U    | N    | Tore  | Punkte | Position |      |
| ------ | ----- | ------ | ---- | ---- | ---- | ----- | ------ | -------- | ---- |
| 2016   | MNL-2 | 22     | 7    | 4    | 11   | 30:39 | 25     | 7.       |      |
| 2017   | MNL-2 | 18     | 7    | 2    | 9    | 30:31 | 23     | 6.       |      |
| 2018   | MNL-2 | 12     | 7    | 4    | 1    | 28:18 | 25     | 1.       |      |
| 2018   | MNL-2 | 14     | 5    | 3    | 6    | 29:26 | 18     | 4.       |      |
| 2020   | MNL-2 |        |      |      |      |       |        |          |      |

## Beste Torschützen seit 2018
| Saison | Name            | Tore |
| ------ | --------------- | ---- |
| 2018   | Sullivan Taylor | 14   |
| 2019   | Ngang Elysee    | 7    |
| 2020   |                 |      |